# مايو ساساكي
مايو ساساكي (佐々木 繭) (12 يناير 1993 في ساغاميهارا في اليابان – )؛ هي لاعبة كرة قدم كانت تلعب كمدافع. ولعبت مع منتخب اليابان لكرة القدم للسيدات.

## وصلات خارجية
- مايو ساساكي على موقع قاعدة بيانات كرة القدم.إي يو (الإنجليزية)
- مايو ساساكي على موقع Soccerway.com (الإنجليزية)
- مايو ساساكي على موقع عالم كرة القدم.نت (الإنجليزية)